# Grey Gull
Grey Gull var ett amerikanskt skivbolag och lågprisskivmärke, baserat i Boston. Det var verksamt 1919-1931.

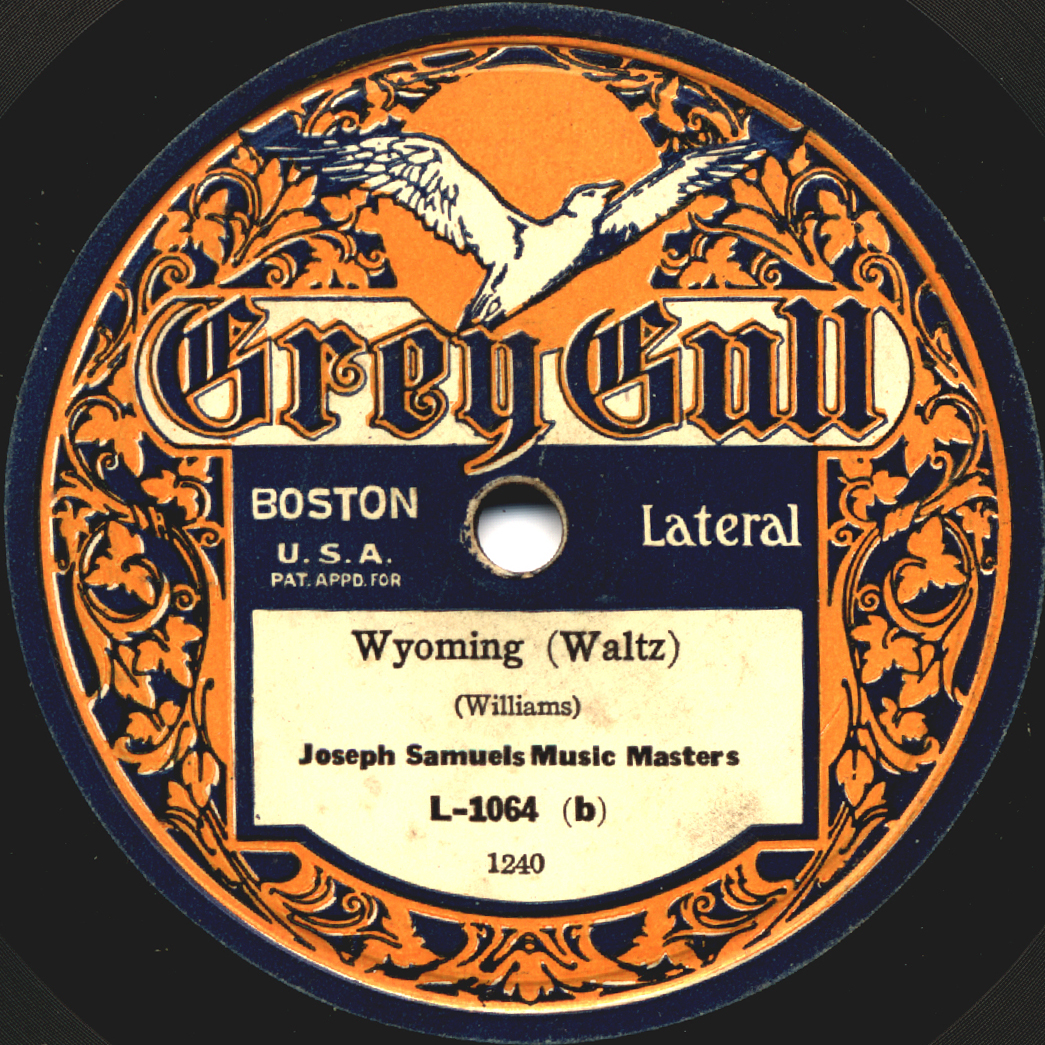
Grey Gull-etikett från 1921 till en utgåva med Joseph Samuels' orkester.

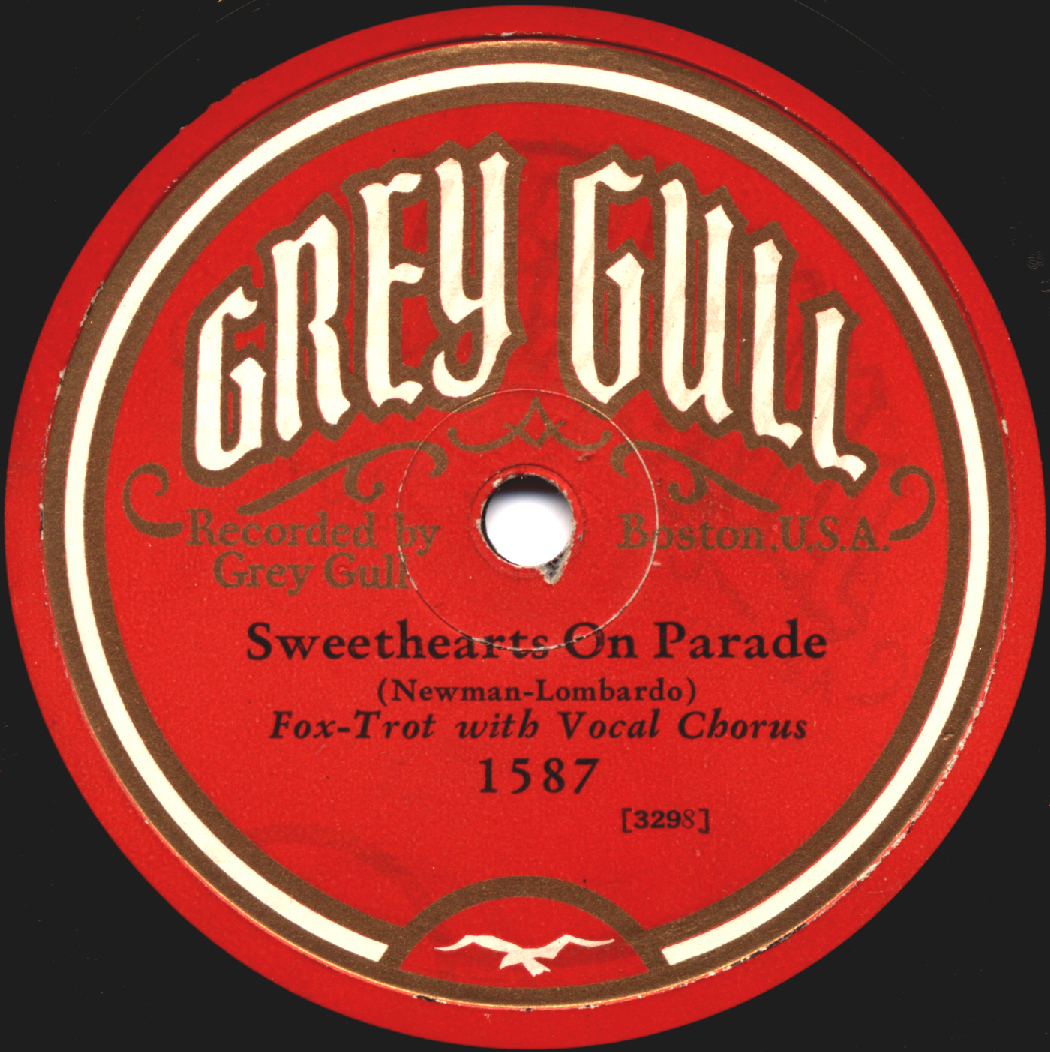
Grey Gull-etikett från 1929 med exempel på bolagets vana att ofta inte angiva något artistnamn alls.

Historien om Grey Gull är till stora delar ännu outforskad och kunskapen om bolaget fragmentarisk, bland annat eftersom ytterst få originaldokument från bolaget har bevarats.

## Historia
Bolaget grundades och ägdes av Theodore Shaw men finansierades till stor del av dennes förmögne far. Bolaget tycks ha haft ekonomiska problem under större delen av dess existens och gick från c:a 1927 med stor förlust, vilket inte hindrade att själva skivutgivningen snarast ökade under dess sista år. Sommaren 1930 slutade man dock göra nya inspelningar, 1931 upphörde produktionen helt och 1934 begärde Shaw bolaget i konkurs.
De allra första Grey Gull-utgåvorna var vertikalgraverade med ovanligt smal spårvidd, vilken tillät en dubbelt så lång speltid som ordinära 78-varvare och ofta hade två titlar på varje sida. Dessa såldes till det höga priset av $1 och blev ingen försäljningsframgång. Bolaget övergick därför redan 1920 till det vanligare lateralgraverade formatet och sänkte relativt snart även priset till 55 cent och etablerade sig därigenom som ett av tidens många mindre lågprismärken.
Från övergången till lateralgravyr och fram till 1926 tycks Grey Gull i huvudsak ha förlitat sig på att köpa och återutgiva inspelningar från andra skivbolag såsom Paramount, Plaza och Emerson. Sistnämnda år upprättade bolaget dock en egen inspelningsstudio i New York och började producera egna inspelningar i hög takt. 
För att hålla kostnaderna nere bestod en Grey Gull-utgåva ofta av en känd populärmelodi på ena sidan och en helt okänd melodi, komponerad direkt för Grey Gull utan anspråk på normala copyrightrelaterade ersättningar av någon av bolagets "huskompositörer", på den andra.
Grey Gull var kanske det första skivbolaget att marknadsföra sina skivor genom så kallad "rack jobbing". Detta innebar att skivorna såldes från ställ ("rack") som bolaget själv ställde upp (och regelbundet fyllde på med nya titlar) i till exempel tobaksbutiker, tidningskiosker och liknande.
En överväldigande andel av Grey Gulls inspelningar efter 1926 gjordes av en och samma studioorkester, vilken bland annat inkluderade trumpetaren Mike Mosiello, multiinstrumentalisten Andy Sannella, violinisten Al Duffy och pianisten Frank Banta. Även enstaka kändare artister gjorde dock inspelningar för bolaget, till exempel de svarta pianisterna och orkesterledarna Clarence Williams och Cliff Jackson samt gruppen California Ramblers.

## Katalog- och matrisserier
Grey Gull-skivor utgavs huvudsakligen i tre katalognummerserier. 1000-serien omfattade dansmusik, 2000-serien vokal populärmusik och 4000-serien diverse andra genrer såsom marscher, lättare klassiska nummer, humor, religiös musik och - mot 1920-talets slut - även så kallad "hillbillymusik", det vill säga tidig country and western. Härutöver fanns andra kortvarigare katalogserier, bland annat en på 7000-nummer som förefaller ha varit ett försök till "race records" riktad mot den svarta delen av befolkningen, samt en 100-serie för barnskivor.
Fram till det att Grey Gull 1926 regelmässigt själv började göra sina egna inspelningar förekommer en rad olika matrisnummerserier på bolagets utgåvor, beroende på vilken källa dessa hämtats från. Åtskilliga av de många matriser som emanerade från Emerson har nummer i en 3000-serie, vilken kan ställa till förvirring då Grey Gulls egna elektriskt inspelade matriser ligger i en serie som började på c:a 1900 men sedan sträckte sig upp till c:a 4100 och alltså dubblerar många äldre Emersonproducerade matrisnummer

## Etiketter
Utöver det ursprungliga skivmärket med samma namn som bolaget kom Grey Gull med åren att utveckla en omfattande flora av olika etiketter med namn som Radiex, Nadsco, Madison, Van Dyke med flera (se lista nedan), många av dem troligen producerade speciellt för olika affärskedjor (Nadsco gjordes till exempel för National Department Stores och Madison för Woolworth's). Själva musikinnehållet på de olika etiketterna var dock i princip identiskt, vilket bolaget i gengäld gjorde sitt bästa att dölja genom att ge ut samma inspelningar under en rad olika fantasifulla orkesternamn och ibland till och ge själva kompositionerna nya namn. Till exempel är melodin Two Red Lips med "Mike Mosiello's Radio Stars" på Van Dyke 914 identisk med I Found My Sunshine Under An Umbrella med "Radio Syncopators" på Madison 50011! Vissa inspelningar utgavs också helt anonymt (se bild).
I Europa återutgavs åtskillga Grey Gull-inspelningar på bland annat brittiska Piccadilly och Goodson, tyska Phonycord och polska Syrena. I Australien återutgavs de på märket Bellbird. Efter Grey Gulls konkurs skeppades också stora mängder av bolagets amerikanska pressningar över till Europa och slumpades ut till mycket låga priser i bland annat England och Nederländerna.

## Skivmärken producerade av Grey Gull
| - Amco - Bingola - Famous Singers - Globe - Grey Gull | - Jewel - Madison - Nadsco - New Comfort - Phonolamp | - Radiex - Sunrise - Supreme - Van Dyke - Youngster (barnskivor) |